# 阿布扎克人
阿布扎克人，是（阿迪蓋）切爾克斯人的分支。
他們本來生活在北高加索，十九世紀高加索戰爭後被俄國人驅逐，現在有大約500000人生活在土耳其，他們是遜尼派穆斯林。

## 以色列
大概1123人生活在加利利。
在1958年開始，阿布扎克人在軍中服務。

## 歴史
高加索戰爭前，他們是高加索山區土著，分為九氏族生活在克拉斯诺达尔边疆区附近。
高加索戰爭後，他們移民土耳其和周遭地區。
他們社區由選舉產生的長老管理。討論和解決重要問題要在社區會議上得到長老同意。阿布扎克人從事園藝、耕種養殖和飼養動物，尤其是珍貴的馬。阿布扎克人在山上也開採鐵、鉛、銅，也許還有銀。